# Gulstà de Rhuys
Gulstà de Rhuys, en bretó Sten i en francès Goustan (Cornualla, 974 - Beauvoir-sur-Mer, Poitou, ca. 1040) fou un germà llec benedictí. És venerat com a sant per l'Església catòlica. La seva tomba és a l'església de Saint-Gildas, al transsepte nord, amb la inscripció "Sti Gulstani sepulchrum"; també hi ha un reliquiari a l'altar. A la Bretanya, és el patró de marins i pescadors.

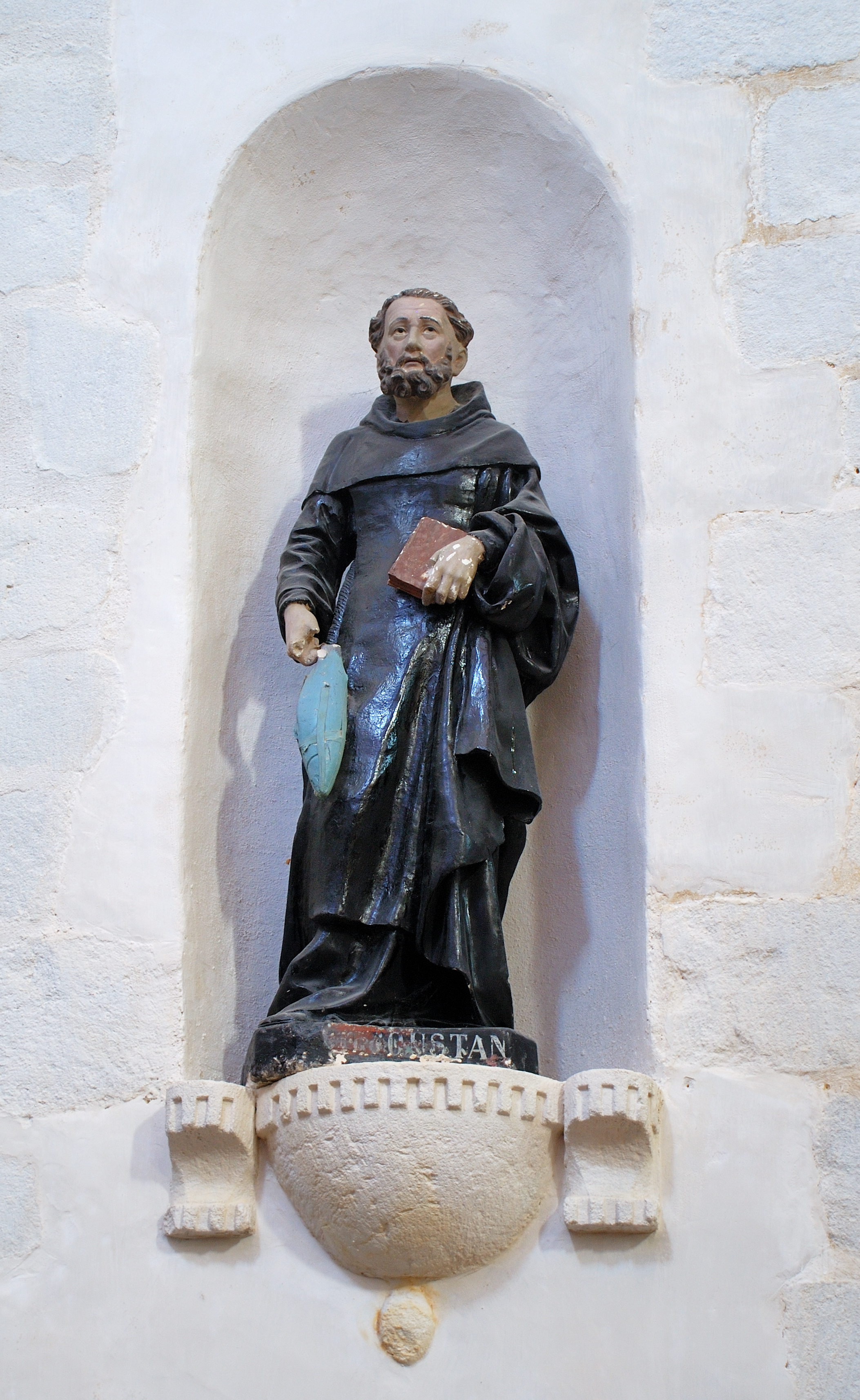
Escultura a Rhuys.

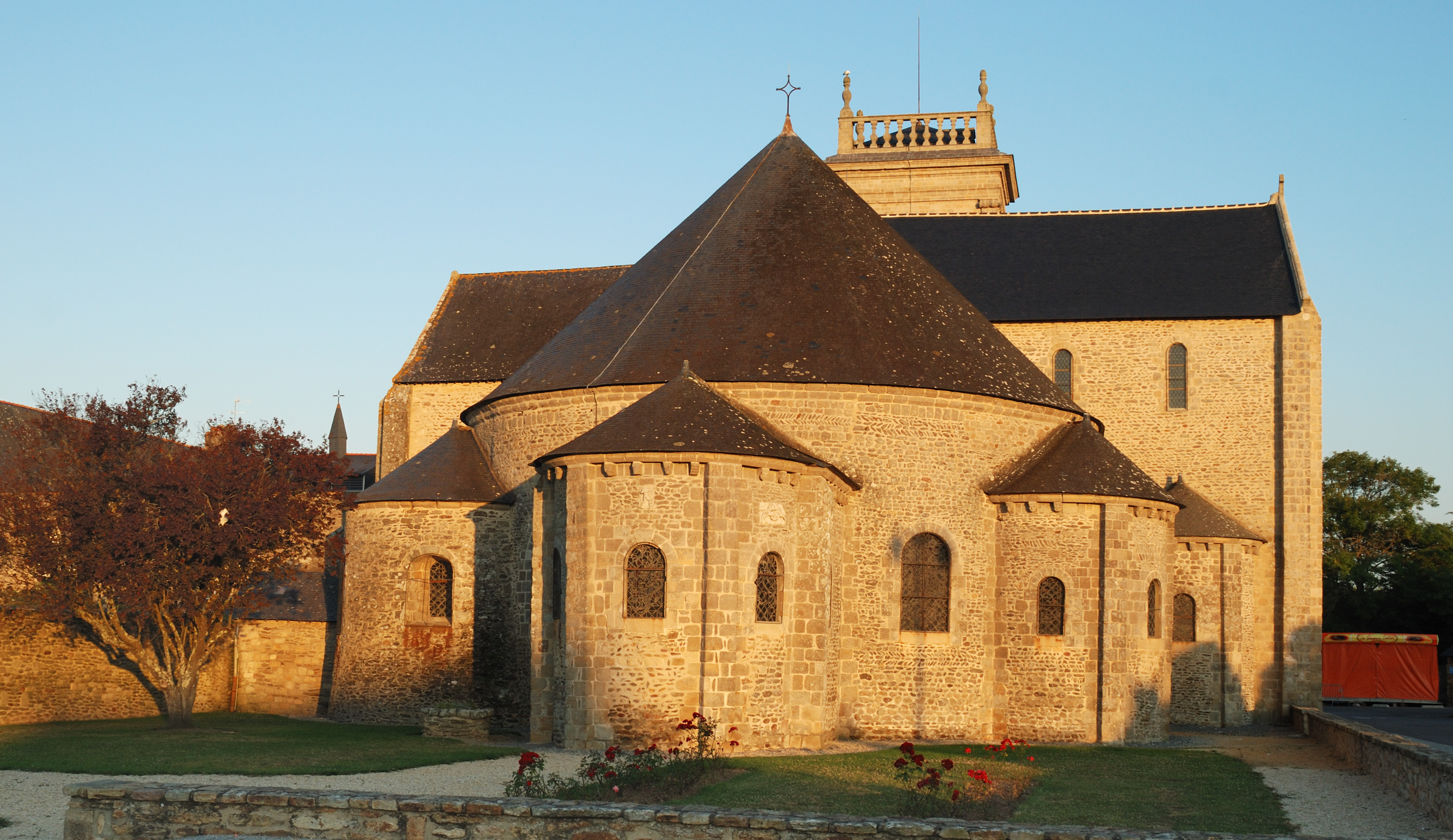
Església de Saint-Gildas-de-Rhuys.

Nascut a Cornualla (Gran Bretanya), als divuit anys fou raptat per pirates, que el van fer servir com a servent al vaixell. En un dels viatges, va ésser ferit a un peu i fou abandonat a l'illa d'Ossa (probablement l'illa d'Ouessant, Finisterre, Bretanya). La llegenda diu que cada dia menjava una part del peix, que era gran, i en guardava la resta, però que l'endemà, el peix sempre apareixia sencer, recompost. El trobà sant Fèlix de Rhuys, que el guarí i en tingué cura, convertint-lo al cristianisme. Cap al 1008 es va fer monjo convers al monestir de Saint-Gildas-de-Rhuys (Bretanya) que fou restaurat per l'abat Fèlix de Rhuys. Treballava al jardí i tenia cura de la neteja del monestir, de la cuina i la bugaderia; considerava que mentre feia aquestes tasques permetia que altres monjos més formats poguessin cantar la glòria de Déu al cor, estudiar o copiar manuscrits. El temps que no treballava, el passava en pregària i meditació a l'església: com que no sabia llegir, s'havia après de cor el salteri.
En 1025, ja monjo, Gulstà es va fer un retir a l'illa d'Hoëdic, on fundà una ermita. Fou al monestir de Beauvoir-sur-Mer (Poitou) que depenia de Rhuys, i on va morir un 27 de novembre, cap al 1040.
En un viatge per mar, va aturar-se, potser a causa d'una tempesta, a la costa de Croisic, on avui hi ha aixecada una capella. Segons la tradició, perquè hi pogués descansar, la roca on va jeure s'estovà. Segons algunes tradicions, va fer un viatge de pelegrinatge a Terra Santa, acompanyant Rioc de Rhuys.